# Pakistanen in Nederland
Met Pakistanen in Nederland worden in Nederland wonende Pakistanen of Nederlanders van Pakistaanse afkomst aangeduid. De Pakistaanse Nederlanders zijn een van de snelstgroeiende migrantengroepen in Nederland. Volgens het Centraal Bureau voor de Statistiek (CBS) woonden er per 1 januari 2020 ruim 25.000 Nederlanders met een Pakistaanse migratieachtergrond in Nederland. Van deze 25.050 personen waren er 13.683 mannelijk (55%) en 11.367 vrouwelijk (45%).

## Bevolkingsontwikkeling
Het aantal Pakistanen steeg van 14.127 in 1996 naar 23.855 in 2019. Pakistanen van de eerste generatie (13.563 personen) waren talrijker dan Pakistanen van de tweede generatie (10.292 personen), alhoewel dit verschil steeds kleiner wordt. Een groot deel van de Pakistanen emigreert na het verkrijgen van de Nederlandse nationaliteit naar het Verenigd Koninkrijk, vooral vanwege de taal en de bestaande Pakistaanse gemeenschappen aldaar. Het overgrote deel van de Pakistanen in Nederland woont in de provincies Noord- en Zuid-Holland.
| Groningen          | 175    | 199    | 197    | 241    | 272    | 316    |
| Friesland          | 148    | 150    | 170    | 189    | 190    | 213    |
| Drenthe            | 123    | 133    | 130    | 154    | 158    | 168    |
| Overijssel         | 200    | 236    | 229    | 362    | 376    | 505    |
| Flevoland          | 256    | 381    | 585    | 648    | 790    | 1.022  |
| Gelderland         | 268    | 369    | 437    | 495    | 521    | 684    |
| Utrecht            | 289    | 364    | 412    | 467    | 529    | 710    |
| Noord-Holland      | 5.218  | 5.926  | 6.529  | 6.881  | 7.236  | 8.002  |
| Zuid-Holland       | 6.631  | 7.468  | 8.207  | 8.579  | 9.649  | 10.715 |
| Zeeland            | 76     | 95     | 99     | 92     | 113    | 135    |
| Noord-Brabant      | 567    | 580    | 631    | 724    | 839    | 1.045  |
| Limburg            | 176    | 248    | 268    | 270    | 279    | 340    |
| Nederland (totaal) | 14.127 | 16.149 | 17.894 | 19.109 | 20.952 | 23.855 |

#### Verspreiding
Vooral de gemeenten Amsterdam (5.817 personen), Rotterdam (4.773 personen), Den Haag (3.612 personen), Haarlemmermeer (398 personen), Diemen (394 personen), Amstelveen (368 personen), Schiedam (348 personen), Zoetermeer (290 personen), Utrecht (265 personen), Eindhoven (263 personen) en Boxtel (249 personen) hebben grote Pakistaanse gemeenschappen.

## Bekende Nederlanders van Pakistaanse komaf
- Hameeda Lakho (geb. 1964) - schrijfster
- Naema Tahir (geb. 1970) - schrijfster en feminist
- Shirin Musa (geb. 1977) - mensenrechtenactivist en feminist
- Imran Khan (geb. 1984) - zanger
- Fauzia Ilyas (geb. 1989) - mensenrechtenactivist en feminist
- F1rstman (geb. 1992) - rapper en beatboxer
- Madiea Ghafoor (geb. 1992) - atleet